# Houliston-Gletscher
Der Houliston-Gletscher ist ein Gletscher im ostantarktischen Viktorialand, der zwischen dem Neall-Massiv und der West Quartzite Range in nordwestlicher Richtung zum Black-Gletscher fließt.
Teilnehmer einer von 1967 bis 1968 durchgeführten Kampagne im Rahmen der New Zealand Geological Survey Antarctic Expedition benannten ihn nach  Russell Houliston, Elektriker auf der Scott Base von 1967 bis 1968.